# Hegyi trogon
A hegyi trogon (Trogon collaris) a madarak osztályába a trogonalakúak (Trogoniformes) rendjébe és a trogonfélék (Trogonidae) családjába  tartozó faj.

## Előfordulása
Mexikó, Belize, Bolívia, Brazília, Kolumbia, Costa Rica, Ecuador, Salvador, Francia Guyana, Guatemala, Guyana, Honduras, Nicaragua, Panama, Peru, Suriname, Trinidad és Tobago, valamint Venezuela területén honos. Trópusi erdők lakója.

## Alfajai
- Trogon collaris castaneus
- Trogon collaris collaris
- Trogon collaris exopatus
- Trogon collaris extimus
- Trogon collaris hoethinus
- Trogon collaris puella
- Trogon collaris subtropicalis
- Trogon collaris virginalis

## Megjelenése
Testhossza 25-28 centiméter.

## Életmódja
Rovarokkal és gyümölcsökkel táplálkozik.

## Szaporodása
Fába, vagy termeszvárba vájja fészkét. Fészekalja 2 tojásból áll.